# Arrondissement Clermont
Das Arrondissement Clermont ist eine Verwaltungseinheit des Départements Oise in der französischen Region Hauts-de-France. Unterpräfektur ist Clermont.

## Kantone
Zum Arrondissement gehören Gemeinden aus sieben Kantonen:
- Clermont
- Estrées-Saint-Denis (mit 33 von 71 Gemeinden)
- Montataire (mit 1 von 15 Gemeinden)
- Mouy (mit 14 von 35 Gemeinden)
- Nogent-sur-Oise (mit 4 von 6 Gemeinden)
- Pont-Sainte-Maxence (mit 10 von 23 Gemeinden)
- Saint-Just-en-Chaussée (mit 64 von 84 Gemeinden)

## Gemeinden
Die Gemeinden des Arrondissements Clermont sind:
| 1. Abbeville-Saint-Lucien (60003)    | 2. Les Ageux (60006)                 | 3. Agnetz (60007)                     | 4. Airion (60008)                       |
| 5. Angicourt (60013)                 | 6. Angivillers (60014)               | 7. Angy (60015)                       | 8. Ansacq (60016)                       |
| 9. Ansauvillers (60017)              | 10. Avrechy (60034)                  | 11. Avrigny (60036)                   | 12. Bacouël (60039)                     |
| 13. Bailleul-le-Soc (60040)          | 14. Bailleval (60042)                | 15. Bazicourt (60050)                 | 16. Beauvoir (60058)                    |
| 17. Blincourt (60078)                | 18. Bonneuil-les-Eaux (60082)        | 19. Bonvillers (60085)                | 20. Brenouille (60102)                  |
| 21. Breteuil (60104)                 | 22. Breuil-le-Sec (60106)            | 23. Breuil-le-Vert (60107)            | 24. Broyes (60111)                      |
| 25. Brunvillers-la-Motte (60112)     | 26. Bucamps (60113)                  | 27. Bulles (60115)                    | 28. Bury (60116)                        |
| 29. Cambronne-lès-Clermont (60120)   | 30. Campremy (60123)                 | 31. Catenoy (60130)                   | 32. Catillon-Fumechon (60133)           |
| 33. Cauffry (60134)                  | 34. Cernoy (60137)                   | 35. Chepoix (60146)                   | 36. Choisy-la-Victoire (60152)          |
| 37. Cinqueux (60154)                 | 38. Clermont (60157)                 | 39. Coivrel (60158)                   | 40. Courcelles-Epayelles (60168)        |
| 41. Cressonsacq (60177)              | 42. Crèvecœur-le-Petit (60179)       | 43. Cuignières (60186)                | 44. Domfront (60200)                    |
| 45. Dompierre (60201)                | 46. Épineuse (60210)                 | 47. Erquery (60215)                   | 48. Erquinvillers (60216)               |
| 49. Esquennoy (60221)                | 50. Essuiles (60222)                 | 51. Étouy (60225)                     | 52. Ferrières (60232)                   |
| 53. Fitz-James (60234)               | 54. Fléchy (60237)                   | 55. Fouilleuse (60247)                | 56. Fournival (60252)                   |
| 57. Le Frestoy-Vaux (60262)          | 58. Froissy (60265)                  | 59. Gannes (60268)                    | 60. Godenvillers (60276)                |
| 61. Gouy-les-Groseillers (60283)     | 62. Grandvillers-aux-Bois (60285)    | 63. Hardivillers (60299)              | 64. Heilles (60307)                     |
| 65. Hondainville (60317)             | 66. La Hérelle (60311)               | 67. Labruyère (60332)                 | 68. Laigneville (60342)                 |
| 69. Lamécourt (60345)                | 70. Léglantiers (60357)              | 71. Liancourt (60360)                 | 72. Lieuvillers (60364)                 |
| 73. Litz (60366)                     | 74. Maignelay-Montigny (60374)       | 75. Maimbeville (60375)               | 76. Maisoncelle-Tuilerie (60377)        |
| 77. Ménévillers (60394)              | 78. Méry-la-Bataille (60396)         | 79. Le Mesnil-Saint-Firmin (60399)    | 80. Le Mesnil-sur-Bulles (60400)        |
| 81. Mogneville (60404)               | 82. Monceaux (60406)                 | 83. Monchy-Saint-Éloi (60409)         | 84. Montgérain (60416)                  |
| 85. Montiers (60418)                 | 86. Montreuil-sur-Brêche (60425)     | 87. Mory-Montcrux (60436)             | 88. Mouy (60439)                        |
| 89. Moyenneville (60440)             | 90. Neuilly-sous-Clermont (60451)    | 91. La Neuville-en-Hez (60454)        | 92. La Neuville-Roy (60456)             |
| 93. La Neuville-Saint-Pierre (60457) | 94. Nointel (60464)                  | 95. Noirémont (60465)                 | 96. Noroy (60466)                       |
| 97. Nourard-le-Franc (60468)         | 98. Noyers-Saint-Martin (60470)      | 99. Oursel-Maison (60485)             | 100. Paillart (60486)                   |
| 101. Plainval (60495)                | 102. Plainville (60496)              | 103. Le Plessier-sur-Bulles (60497)   | 104. Le Plessier-sur-Saint-Just (60498) |
| 105. Le Ployron (60503)              | 106. Pronleroy (60515)               | 107. Puits-la-Vallée (60518)          | 108. Le Quesnel-Aubry (60520)           |
| 109. Quinquempoix (60522)            | 110. Rantigny (60524)                | 111. Ravenel (60526)                  | 112. Rémécourt (60529)                  |
| 113. Rémérangles (60530)             | 114. Reuil-sur-Brêche (60535)        | 115. Rieux (60539)                    | 116. Rocquencourt (60544)               |
| 117. Rosoy (60547)                   | 118. Rousseloy (60551)               | 119. Rouvillers (60553)               | 120. Rouvroy-les-Merles (60555)         |
| 121. Royaucourt (60556)              | 122. La Rue-Saint-Pierre (60559)     | 123. Sacy-le-Grand (60562)            | 124. Sacy-le-Petit (60563)              |
| 125. Sains-Morainvillers (60564)     | 126. Saint-André-Farivillers (60565) | 127. Saint-Aubin-sous-Erquery (60568) | 128. Saint-Félix (60574)                |
| 129. Saint-Just-en-Chaussée (60581)  | 130. Saint-Martin-aux-Bois (60585)   | 131. Saint-Martin-Longueau (60587)    | 132. Saint-Remy-en-l’Eau (60595)        |
| 133. Sainte-Eusoye (60573)           | 134. Sérévillers (60615)             | 135. Tartigny (60627)                 | 136. Thieux (60634)                     |
| 137. Thury-sous-Clermont (60638)     | 138. Tricot (60643)                  | 139. Troussencourt (60648)            | 140. Valescourt (60653)                 |
| 141. Vendeuil-Caply (60664)          | 142. Verderonne (60669)              | 143. Villers-Vicomte (60692)          | 144. Wacquemoulin (60698)               |
| 145. Wavignies (60701)               | 146. Welles-Pérennes (60702)         |                                       |                                         |